# 스기모토 미쓰키
스기모토 미쓰키(일본어: 杉本 光希, 2001년 8월 17일~)는 일본의 축구 선수이다.

## 구단 경력
그는 2024년 J1리그의 주빌로 이와타에 입단했다. 2025년 J3리그의 기라반츠 기타큐슈로 이적했다.